# Owen Wright
Pour les articles homonymes, voir Wright.
Owen Wright est un surfeur professionnel australien né le 16 janvier 1990 à Culburra Beach (en), en Nouvelle-Galles du Sud, en Australie.

## Biographie
Né le 16 janvier 1990 à Culburra Beach (en) (Nouvelle-Galles du Sud, Australie), il pratique le surf dès 7 ans. Sa sœur, Tyler Wright et son frère Mikeysont également surfeurs professionnels.
Sa saison 2013 est marquée par une blessure qui l'éloigne du Championship Tour dès la troisième étape.
En 2015, il renoue avec la victoire en remportant le Fiji Pro à Tavarua avec un score parfait de 20 sur 20 en finale face à son compatriote Julian Wilson. Il avait déjà réalisé ce même score lors du 5e tour, devenant ainsi le premier surfeur de l'histoire à réaliser deux scores parfaits au cours d'une même compétition. Lors du Billabong Pro Tahiti à Teahupoo, il est candidat à la prise du lycra jaune de leader au classement général après les éliminitations prématurées d'Adriano de Souza, Mick Fanning et Julian Wilson au troisième tour puis celle de Filipe Toledo au 5e tour. Pour garantir la première place au classement, Wright doit parvenir à la finale mais échoue en demi-finales face au Brésilien Gabriel Medina et termine troisième de l'épreuve.
Le  10 décembre 2015, en préparation des Pipe Master, sa tête heurte le fond à Pipeline, apparemment sans gravité. Victime de vertiges, il est hospitalisé quelques heures plus tard pour une hémorragie cérébrale. Il est obligé de renoncer à une partie de la saison 2016 de la World Surf League à cause des séquelles neurologiques ayant entrainé des pertes de mémoires. 
Bénéficiaire d'une wildcard pour la World Surf league 2017, il reprend la compétition internationale en février 2017 sur la neuvième épreuve du circuit QS 2017 à Newcastle (Australie). Il gagne la première étape de la World Surf League 2017, Quiksilver Pro Gold Coast en mars. Il termine la saison 6ème au classement de la World Surf League, et se qualifie pour la saison suivante.
Il est marié à la chanteuse australienne Kita Alexander depuis 2019. Le couple est parent de deux enfants. 

## Palmarès et résultats

### Saison par saison
- 2006 :
  - Champion du monde ISA des moins de 16 ans

- 2007 :
  - Champion d'Australie junior

- 2008 :
  - 3e du La Caja de Canarias-Ocean & Earth Pro à Las Palmas (Îles Canaries)[5]

- 2009 :
  - 1er du Maldives SriLankan Airlines Pro à Pasta Break (Maldives)[6]

- 2010 :
  - 3e du Breaka Burleigh Pro à Gold Coast (Australie)[7]
  - 3e du Santa Catarina Pro à Laguna (Brésil)[8]
  - Rookie of the year, 7e de l'ASP World Tour

- 2011 :
  - 2e du Billabong Pro Teahupoo à Teahupoo (Tahiti)[9]
  - 1er du Quiksilver Pro New York à Long Beach (États-Unis)[10]
  - 2e du Hurley Pro at Trestles à San Clemente (États-Unis)[11]
  - 3e de l'ASP World Tour

- 2012 :
  - 3e du Billabong Pro Teahupoo à Teahupoo (Tahiti)[12]
  - 10e de l'ASP World Tour

- 2013 :
  - 1er du Breaka Burleigh Pro à Gold Coast (Australie)[13]
  - 37e de l'ASP World Tour (blessure après 2 étapes)

- 2014 :
  - 3e du J-Bay Open à Jeffreys Bay (Afrique du Sud)[14]
  - 12e de l'ASP World Tour

- 2015 :
  - 1er du Fiji Pro à Tavarua (Fidji)[15]
  - 3e du Billabong Pro Tahiti à Teahupoo (Tahiti)[16]
  - 5e du World Tour (blessure avant la dernière étape)

- 2017 :
  - 1er du Quiksilver Pro Gold Coast  2017 à Snapper Rock (Australie)
  - 6e du World Surf League Championship